# Správa pasů a víz
Správa pasů a víz (SPV, od roku 1988 Správa pasů a víz SNB) byl v období komunismu v Československu úřad federálního ministerstva vnitra, zodpovědný za pasovou a cizineckou agendu na území ČSSR, včetně vydávání výjezdních doložek. Útvar byl vytvořen transformací dřívějších organizačních složek v roce 1974 a existoval až do pádu režimu v roce 1989 (formálně byl rozpuštěn v únoru 1990).

## Historie a činnost

### Před rokem 1974
Ve druhé polovině 60. let se pasovou a cizineckou agendou zabývala centrální Správa pasů a víz ministerstva vnitra, regionální záležitosti řešila krajská a okresní oddělení pasů a víz. Po přijetí ústavního zákona o československé federaci v říjnu 1968 byla pasová a cizinecká agenda federalizována a přesunuta do působnosti Správy pasů a víz ministerstva vnitra České socialistické republiky (MV ČSR) a Správy pasů a víz ministerstva vnitra Slovenské socialistické republiky (MV SSR). Na federální úrovni (cizinecký odbor ministerstva vnitra Československé socialistické republiky, MV ČSSR) se řešilo pouze udělování československých víz a zákazy pobytů cizinců na území republiky.
Hned v prosinci 1970 byla nicméně (na základě zákona č. 128/1970 Sb. o vymezení působnosti ČSSR ve věcech vnitřního pořádku a bezpečnosti) veškerá cizinecká problematika přesunuta zpátky na federální úroveň; rozhodnutí bylo uvedeno do praxe rozkazem ministra vnitra Radka Kasky. Obě národní správy tak byly sloučeny do Federální správy pasů a víz (s podřízenou správou pasů a víz SSR) a cizinecký odbor MV ČSSR byl zrušen.

### Založení a struktura nového orgánu
K další reorganizaci došlo v roce 1974. V dubnu schválilo předsednictvo ÚV KSČ návrh na reorganizaci
ministerstva vnitra, podle nějž měla být Federální správa pasů a víz společně se správou pasů a víz v SSR transformována do nově vytvořené Správy pasů a víz pod gescí federálního ministerstva vnitra, čímž měl být zabezpečen jednotný výkon pasové agendy. Útvar byl oficiálně zřízen k 1. červenci 1974, přičemž už předtím (k 1. dubnu) byla slovenská správa převedena na odbor správy pasů a víz se sídlem v Bratislavě.
V listopadu 1974 byl vydán organizační řád nového orgánu, který zahrnoval kromě jiného plnění pokynů nejvyšších stranických a státních orgánů, spolupráci na vytváření legislativy a koncepcí zahraničního cestovního ruchu a cizinecké a pasové problematiky, pasovou agendu československých občanů, povolování vstupů cizinců do ČSSR a rozhodování o jejich dlouhodobém pobytu, vedení příslušných evidencí, vyřizování stížností apod. Byla zabezpečena spolupráce s operativními útvary Sboru národní bezpečnosti a Hlavní správou Pohraniční stráže a ochrany státních hranic (HSPSOSH) při zabezpečování prevence emigrace československých občanů do zahraničí.
Správu vedl náčelník, který měl dva zástupce. Orgán pozůstával ze čtyř výkonných odborů (ty se dále členily na oddělení), kádrové a školské skupiny, vnitřního, kontrolně analytického a právního oddělení:
- 1. odbor (pasový) se zabýval přípravou a kontrolou plnění pasové legislativy (výjezdy československých občanů do zahraničí, zajišťování zahraničních služebních cest, vyřizování odvolání občanů proti výroku krajských útvarů, záležitosti československých občanů v cizině)
- 2. odbor (cizinecký) se zabýval cizineckou problematikou (udělování víz, rozhodování o přistěhování a trvalém pobytu cizinců či osob bez státní příslušnosti, realizace rozhodnutí o zákazu pobytu či vyhoštění příslušníků cizích států z území ČSSR)
- 3. odbor (statisticko-evidenční) se zabýval kontrolou a plněním interních i obecně závazných norem (návrhy vnitřních předpisů, počítačové zpracovávání dat, příprava statistických informací o cestovním ruchu)
- 4. odbor se sídlem v Bratislavě v omezeném rozsahu řídil pasovou a cizineckou problematiku na území SSR
- kádrová a školská skupina zabezpečovaly výkon kádrových rozkazů náčelníka správy, přijímání zaměstnanců, vedení osobních spisů, pořádání školení, tělesnou přípravu, administrativní služby apod.
- vnitřní oddělení se zabývalo výrobou dokladů a tiskopisů, zabezpečovalo administrativní a spisovou službu apod.
- kontrolně analytické oddělení zabezpečovalo kontrolní činnost, vyřizovalo stížnosti, zpracovávalo svodky apod.
- právní oddělení zajišťovalo jednotný výklad právních norem, vnitřních předpisů apod.

### Fungování
Správa řídila krajské odbory (KOPV) a okresní oddělení (OOPV) pasů a víz:
- okresní oddělení spadaly pod okresní správy SNB. Občané zde žádali o vydání cestovních dokladů, povolení k cestám i k vystěhování. Probíhalo zde také přihlašování cizinců, vydávání povolení k pobytu.
- krajské odbory spadaly pod krajské správy SNB. Plnily úkoly okresních oddělení v krajských městech, řídily činnost okresních oddělení, vyřizovaly žádosti o vystěhování z celého kraje a odvolání proti rozhodnutím okresních oddělení.

Při své činnosti správa spolupracovala s celou řadou subjektů socialistické státní správy, zejména s Pohraniční stráží, ministerstvy zahraničí, spravedlnosti, zahraničního obchodu, financí, práce a sociálních věcí, školství, dále například s Ústřední celní správou, Generální prokuraturou nebo Státní bankou československou. V říjnu 1975 zaměstnávala přibližně 250 osob, většinou mladých příslušníků. Zajímavostí je, že více než polovinu zaměstnanců tvořily ženy. První náčelnicí SPV se v roce 1974 stala Marie Patejdlová, po odvolání z funkce v roce 1983 byla vystřídána Miloslavem Konrádem, který správu vedl až do jejího zániku.
Nové organizační řády SPV byly vydány v letech 1981 a 1988, v roce 1988 byla také v rámci rozsáhlé reorganizace ministerstva vnitra založena Správa pasů a víz SNB. V roce 1989 byla společně s dalšími důležitými správami zařazena přímo pod rozhodovací pravomoc prvního náměstka ministra vnitra Alojze Lorence. Správa pasů a víz SNB byla společně s dalšími útvary Státní bezpečnosti zrušena porevolučním ministrem vnitra Richardem Sacherem k 15. únoru 1990; v době zrušení měla 263 zaměstnanců.